# Hybrid Fiber Coax

Diagrama de rede

HFC (Hybrid Fiber Coax) é um termo usado em telecomunicações que identifica o tipo de rede utilizada.
Uma Rede híbrida, como a HFC utiliza simultaneamente Fibra óptica e Cabos Metálicos.
- Usada tanto para TV analógica, TV digital de alta definição como para acessar a internet em alta velocidade.

- É uma rede com taxa de transmissão compartilhada e não dedicada como no caso da ADSL.

- Possui taxa de transmissão de até 38Mbps por canal utilizado. Utilizando DOCSIS 3.0 vários canais podem ser utilizados em conjunto atigindo taxas de transmissão elevadas como 1Gbps. 

Como exemplos de redes híbridas existem:
- FTTF - Fibre To The Feeder
- FTTK - Fibre To The Kerb (ou FTTC - Fibre To The Curb)
- FTTB - Fibre To The Building
- FTTH - Fibre To The Home